# Зарудненська волость
Зарудненська волость — адміністративно-територіальна одиниця Кременецького повіту Волинської губернії Російської імперії. Волосний центр — село Заруддя.

## Склад
Станом на 1885 рік складалася з 18 поселень об'єднаних у 10 сільських громад. Населення — 6657 осіб (3245 чоловічої статі та 3411 — жіночої), 764 дворових господарства.

### Основні поселення волості
- Заруддя — колишнє власницьке село за 32 версти від повітового міста; волосне правління; 393 особи, 48 дворів, православна церква, постоялий будинок. За 5 верст — Колоднянський бурякоцукровий завод.
- Бакоти — колишнє власницьке село при річці Горинь, 185 осіб, 19 дворів, православна церква, постоялий будинок, водяний млин.
- Болізуби — колишнє власницьке село, 545 осіб, 63 двори, православна церква.
- Гніздичне — колишнє власницьке село, 1020 осіб, 125 дворів, православна церква.
- Колодне-Вільховець — колишнє власницьке село, 820 осіб, 111 дворів, православна церква, костел, 2 постоялі будинки.
- Колодне-Селисько — колишнє власницьке село при річці Берекеля, 780 осіб, 106 дворів, православна церква, школа.
- Млинівці — колишнє власницьке село при річці Горинь, 281 особа, 45 дворів, каплиця.
- Чеснівський Раковець (Часнівський Раковець) — колишнє власницьке село, 400 осіб, 46 дворів, православна церква, постоялий будинок.
- Шимківці — колишнє власницьке село, 720 осіб, 85 дворів, православна церква.

## Історія
Волость існувала у ХІХ ст. — 1920 році у складі Кременецького повіту Волинської губернії Російської імперії.
18 березня 1921 року Західна Волинь відійшла до складу Польщі, де Зарудненська волость існувала під назвою «ґміна Зарудзє» Кременецького повіту Волинського воєводства. В 1921 р. складалася з 32 населених пунктів, налічувала 11 285 жителів (9 825 православних, 1 279 римо-католиків, 1 євангеліст, 2 греко-католики і 108 юдеїв).
1 жовтня 1933 року ґміну Заруддя ліквідовано, а села включені до ґмін:
- Ґміна Колодне — села Заруддя, Олишківці, Витківці, Болязуби, Колодне-Селисько, Колодне-Лісовеччина, Шимківці, Решнівка, Раковець Великий, Раковець Малий і Реймонтів;
- Ґміна Старий Олексинець — села Раковець Чеснівський і Гніздичне.[3]